# Bothus ocellatus
Bothus ocellatus — вид риб родини Ботових (Bothidae). Вид зустрічається на піщаному морському дні або поблизу нього на відносно мілководді в західній частині Атлантичного океану, Карибського моря та Мексиканської затоки.

## Назва
В англійській мові називається оката камбала (англ. Eyed flounder)

## Опис
Плоска дископодібна риба, яка виростає до 18 см але більш типовий розмір — 12 см. Як і інші члени родини, лежить на правому боці, і під час розвитку праве око мігрує на лівий бік голови. Витягнутий рот великий, а самці риби мають шип на морді і кісткову шишку перед нижнім оком. Очі великі і виступаючі, нижнє трохи ближче до морди, ніж верхнє. Обидва ока мають м'ясистий гребінь над і позаду них. Спинний плавець має від 76 до 91 м'яких променів, які беруть початок близько від верхнього ока. Він довгий і схожий на стрічку, між ним і хвостовим плавцем є щілина. Анальний плавець має від 58 до 69 м'яких променів, також довгий і відділений від хвостового плавця. Колір цієї риби блідо-коричневий, сірий або коричневий, з плямами та кільцеподібними відмітками, риба може змінювати свій колір відповідно до фону. Він може змінити свій колір від двох до восьми секунд. На прямій частині бічної лінії лежать три більших темних плями, а на хвості є дві більш слабкі. Від іншої трохи темнішої двокрапкової камбали (Bothus robinsi) вона відрізняється хвостовими плямами, що у цього виду розташовані одна над одною, а у двокрапкової камбали одна за одною. Нижній бік риби блідий.

## Поширення та середовище проживання

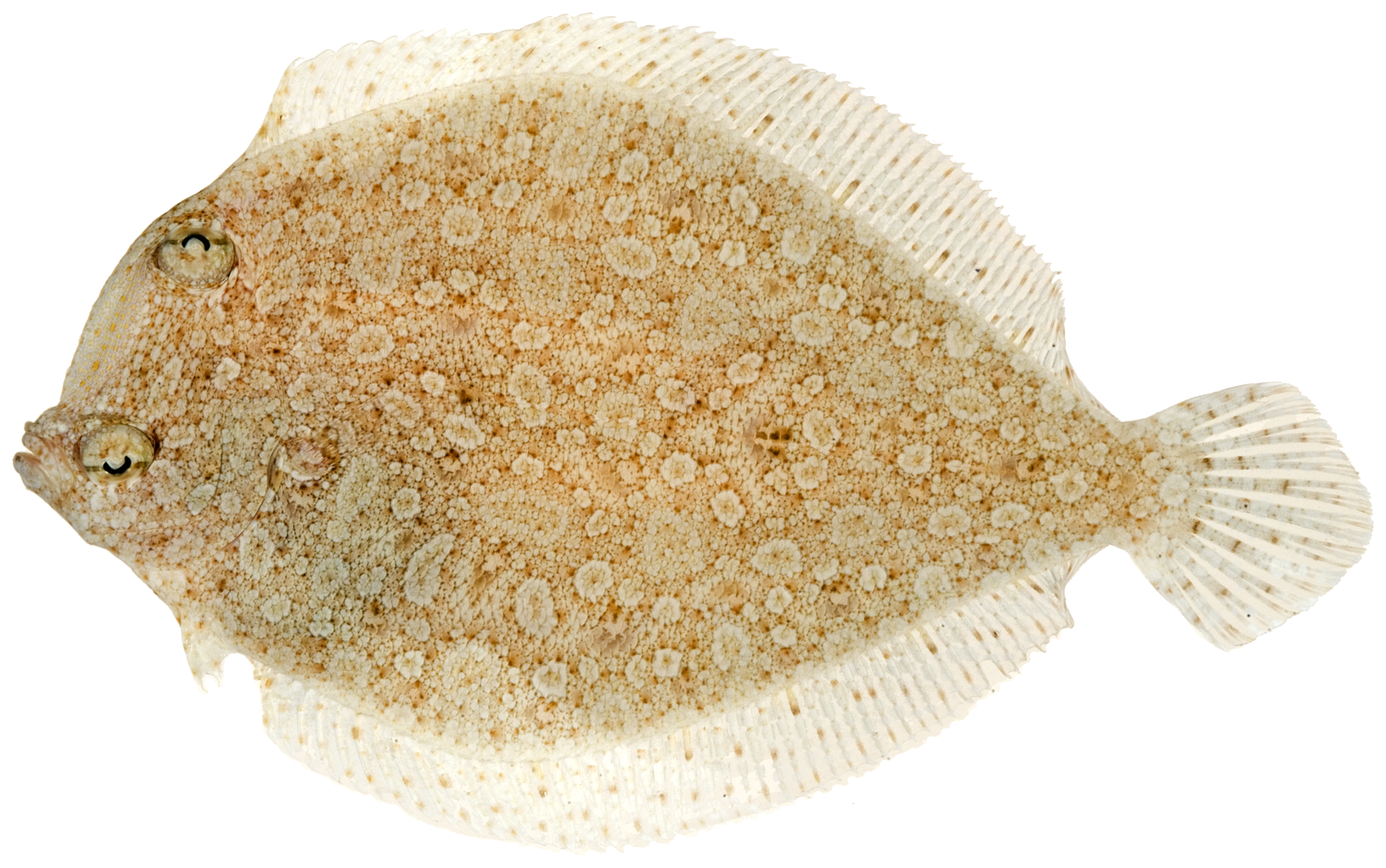
Bothus ocellatus

Ця камбала трапляється в західній частині Атлантичного океану, Карибському морі та Мексиканській затоці, її ареал простягається від Канади до південної Бразилії. Його типове середовище проживання — піщані рівнини поблизу рифів, часто поблизу ділянок коралового щебеню та луків із морськими водоростями. Зазвичай зустрічається на глибинах приблизно до 50 м але іноді зустрічається на більших глибинах, аж до 110 м. Більшу частину часу проводить лежачи на морському дні, іноді напівзанурена в осад.

## Біологія
Ця камбала живиться рибою, яка становить близько третини її раціону, а також ракоподібними, такими як краби, ротоногі, креветки та амфіподи.
Біля острова Бонайре розмноження відбувається взимку. Самець камбали захищає територію, на якій перебуває до шести самок, кожна зі своєю власною територією. Залицяння починаються приблизно за годину до заходу сонця, і приблизно в той час, коли заходить сонце, відбувається кульмінація: самка пливе на короткій відстані від дна, а самець знаходиться безпосередньо під нею. Обидва випускають своє ікру одночасно у воду. Самець щодня намагається спаровуватися з кожною з самок. Коли личинки вилуплюються із запліднених яєць, вони є пелагічними і є частиною планктону у відкритих водоймах, а їхні очі спочатку орієнтовані нормально, симетрично. Під час свого росту та розвитку очі мігрують у доросле положення на лівій стороні голови. Личинки і ювенільний форма риби частина раціону багатьох риб і безхребетних, а на дорослих полюють хижі риби, чайки, чаплі, тюлені і морські леви.